# 聖母子と幼児洗礼者聖ヨハネ (ポントルモ)
『聖母子と幼児洗礼者聖ヨハネ』（せいぼしとようじせんれいしゃせいヨハネ、伊: Madonna col Bambino e san Giovannino、英: Madonna and Child with the Infant Saint John the Baptist）は、イタリア・マニエリスム期の画家ヤコポ・ダ・ポントルモが板上に油彩で制作した絵画である。画家円熟期の作品であるが、未完成作となっている。現在、フィレンツェのウフィツィ美術館に所蔵されており、美術館の素描・版画部門には本作の準備素描も収蔵されている。制作年には1534-1536年という説と、1529-1530年というアントニオ・ナタ―リの説がある。

## 歴史
マニエリスム期の画家・伝記作家ジョルジョ・ヴァザーリの『画家・彫刻家・建築家列伝』 によれば、ポントルモは、1529年に始まり、1534-1535年に終了した彼の家の工事に対する支払いとして、レンガ職人に類似した主題の作品を提供しているが、それが本作であると考えられている。作品が未完成であるのは、1529年10月から1530年8月までのフィレンツェ包囲のためである可能性があり、それはフィレンツェの人々にとって困難な時期であり、おそらく画家の繊細な性格にも深い影響を与えたであろう。
その後、作品はおそらくレオ11世 (ローマ教皇) により購入され、さらにトスカーナ大公国の所有品となったが、画家への批判のために作品はウフィツィ美術館の展示室から倉庫に送られることになった。1907年に美術史家のカルロ・ガンバ (Carlo Gamba) により再発見され、真作としての疑問の余地なくポントルモへの帰属が確かなものとなった。

## 作品

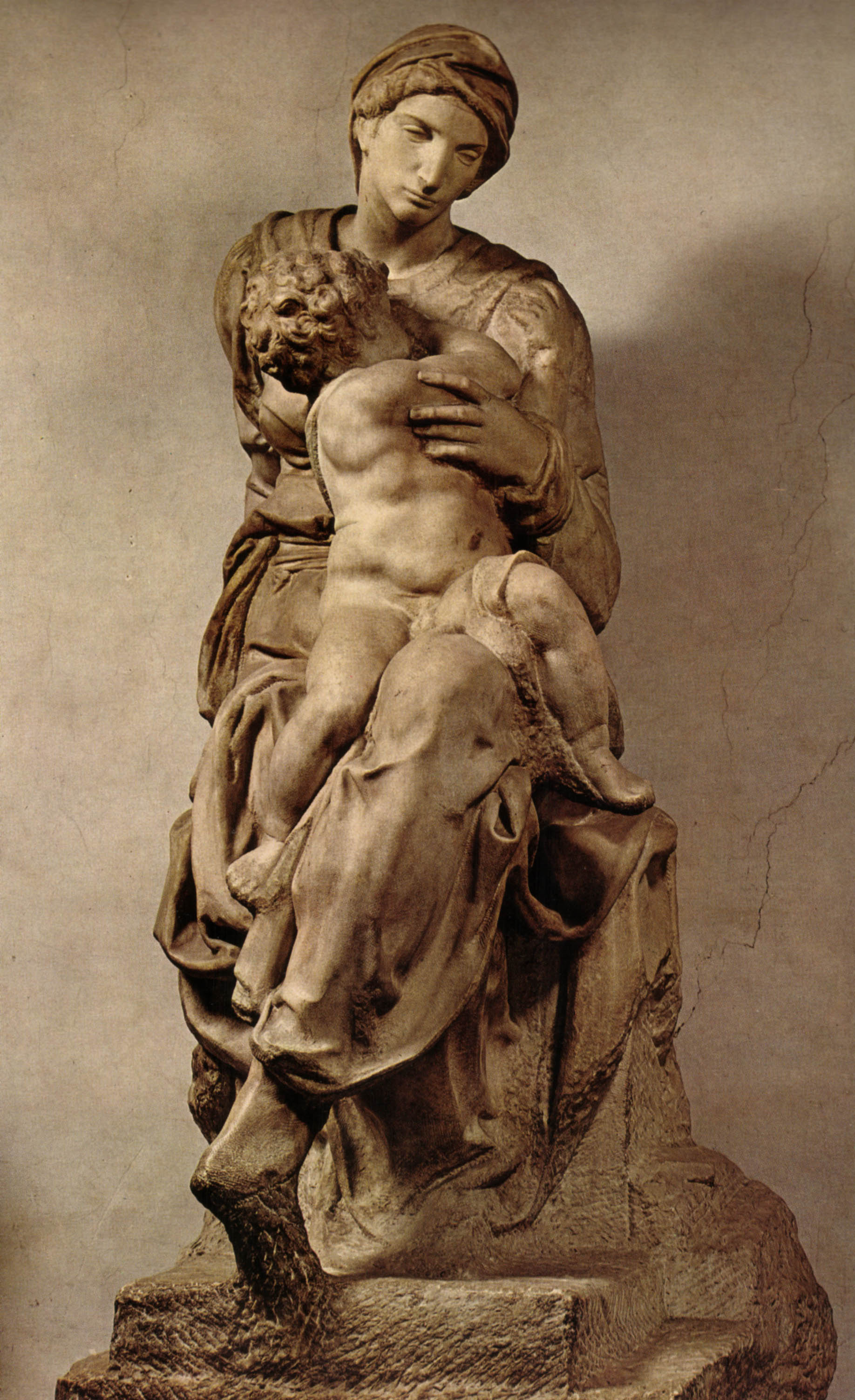
ミケランジェロ『メディチ家の聖母』 (1521-1534年) サン・ロレンツォ聖堂、フィレンツェ)

ポントルモの作品に特徴的な明るい色彩は、この作品に超現実的な要素を与えており、それが作品の夢幻的で劇場的な特質につながっている。作品は微妙であるが意図的なレオナルド・ダ・ヴィンチの様式への回帰によって特徴づけられるが、加えてミケランジェロのシスティーナ礼拝堂 (ヴァチカン宮殿)  の天井画に触発された人体造形の技術をも用いている。実際、身体の表と裏側を描くためにポントルモが純粋色を使用しているのは、ミケランジェロの作品から直接由来していようようにみえる。
洗礼者ヨハネの捻じれた身体像と痛々しい表情、および幼子イエス・キリストの引き延ばされた脚は、『メディチ家の聖母』 (サン・ロレンツォ聖堂、フィレンツェ) のような同時代のミケランジェロの作品を拠りどころとしている。
聖母マリアと幼児ヨハネの間には親密な関係が認められる一方で、幼いイエスは物思いに沈んだまなざしを鑑賞者を超えて、遠くに投げかけている。このことは、当初、本作の主題が「慈愛」を表しているという混乱が起きた説明となるであろう。